# Guamaggiore
Guamaggiore är en ort och kommun i provinsen Sydsardinien i regionen Sardinien i sydvästra Italien. Kommunen hade 999 invånare (2017).